# The Kids Are Coming (dal)
A The Kids Are Coming az ausztrál Tones and I 4. kimásolt kislemeze az azonos címet viselő EP-ről. A dal 2019. szeptember 27-én jelent meg, melyet először az ausztrál és német rádióállomások játszották. A felvételvezető és hangmérnök Randy Belculfine volt.
A dalt a 2019. szeptember 28-án Tones élőben előadta a Dance Monkey mellett a 2019. évi AFL Grand Final (nagydöntő) rendezvényen.

## Videoklip
A dalt Reprobates készítette, melynek rendezője Alan Del Rio Ortiz volt, és szeptember 25-én jelent meg.

## Slágerlista
| Slágerlista (2019)                       | Legjobb helyezés |
| ---------------------------------------- | ---------------- |
| Ausztrália (ARIA)                        | 65               |
| Új-Zéland New Zealand Hot Singles (RMNZ) | 29               |

## Kiadások
| Régió                    | Dátum                | Formátum                           | Label     |
| ------------------------ | -------------------- | ---------------------------------- | --------- |
| Ausztrália · Németország | 2019. szeptember 17. | Radio streaming digitális letöltés | Bad Batch |